# Bernd Stegmann (Musiker)
Bernd Stegmann (* 10. Juni 1952 in Lage) ist ein deutscher Kirchenmusiker, Komponist und Autor. Er war von 1985 bis 2019 Professor für Chorleitung an der Hochschule für Kirchenmusik Heidelberg und von 2006 bis 2018 deren Rektor.

## Leben und Wirken
Stegmann studierte in Detmold und Berlin unter anderem bei Martin Behrmann, Helmut Barbe, Heinz Werner Zimmermann und Ernst Pepping und absolvierte 1975 das A-Examen an der Berliner Kirchenmusikschule im Johannesstift. Danach Studium der Orchesterleitung in Wien und bei Sergiu Celibidache. Zwischen 1977 und 1985 wirkte er als Organist und Kantor an der Pauluskirche in Berlin-Zehlendorf. Gleichzeitig war er als künstlerischer Leiter der Berliner Bach-Gesellschaft tätig. 
Seit 1979 leitet Stegmann das von ihm gegründete Berliner Vokalensemble und seit 1986 in der Nachfolge von Erich Hübner die Heidelberger Kantorei.
1985 wurde er zum Professor für Chor- und Orchesterleitung an der Hochschule für Kirchenmusik Heidelberg ernannt und war von 2006 bis zu seiner Emeritierung 2018 deren Rektor.
Bernd Stegmann ist Vorsitzender der Ernst-Pepping-Gesellschaft.

## Diskographie
Auszug:
- Felix Mendelssohn Bartholdy / Bernd Stegmann: Lieder mit Worten, Stuttgart: Carus-Verlag, 2011
- Helmut Barbe: Gedanken über die Zeit, Klassik-Center Kassel, Vertrieb, 2001
- Helmut Barbe: Deutsche Volkslieder, Klassik-Center Kassel, 1995
- Hugo Distler: Geistliche Chormusik, Klassik-Center Kassel, 1994
- Hugo Distler: Mörike-Chorliederbuch, Klassik-Center Kassel, 1993
- Ernst Pepping: Missa Dona nobis pacem, Klassik-Center Kassel, 2005
- Arnold Mendelssohn: Motetten, Klassik-Center Kassel, 1998
- Weltliche Chorgesänge, Brahms, Johannes, Michael Marszalek; Köln: EMI-Electrola ASD, Vertrieb, 1984

Des Weiteren ist Bernd Stegmann Komponist zahlreicher Chorwerke:
- Bernd Stegmann: Geistliche Chorlieder nach Klavierwerken von Robert Schumann, Strube-Verlag, 2013
- Bernd Stegmann: Lieder mit Worten, Carus-Verlag 2011
- Bernd Stegmann: Mit Gott reden, Strube-Verlag 2016
- Bernd Stegmann: Diesseits leben, Strube-Verlag 2017

## Bücher
- (als Hrsg.): Handbuch der Chormusik. 800 Werke aus sechs Jahrhunderten. Bärenreiter/Metzler, Kassel/Berlin 2021, ISBN 978-3-7618-2342-2.
- Gefaltetes Leben. Gedichte. Mit Bildern von Sophie Brandes. Königshausen & Neumann, Würzburg 2022, ISBN 978-3-8260-7772-2.